# Liste der Autorenbeteiligungen und Produktionen von Bonn
Dies ist eine Übersicht über die Autorentätigkeiten (Musik/Text) sowie die Beiträge als Background-Sänger des schwedischen Musikers, Komponisten, Liedtexters und Musikproduzenten Bonn. Zu berücksichtigen ist, dass Hitmedleys, Remixe, Liveaufnahmen oder Neuaufnahmen des gleichen Interpreten nicht aufgeführt werden. Bei vielen Liedern war Bonn nicht alleiniger Autor oder Produzent, die weiteren Namen sind im jeweiligen Liedartikel hinterlegt, sofern dieser vorhanden ist.

## Autorenbeteiligungen und Produktionen
| Jahr | Titel                                | Interpret              | Album                                   |
| ---- | ------------------------------------ | ---------------------- | --------------------------------------- |
| 2012 | Kiss You                             | One Direction          | Take Me Home                            |
| 2012 | Last First Kiss                      | One Direction          | Take Me Home                            |
| 2012 | Back for You                         | One Direction          | Take Me Home                            |
| 2013 | Who Are We                           | Boyzone                | BZ20                                    |
| 2013 | Where Did You Go?                    | Midnight Red           | Midnight Red EP                         |
| 2015 | Belong                               | Joshua Radin           | Onward & Sideways                       |
| 2015 | Angles                               | Joshua Radin           | Onward & Sideways                       |
| 2015 | Love Was My Alibi                    | Kris Fogelmark         | Das Versprechen eines Lebens (OST)      |
| 2015 | Lies                                 | Hilary Duff            | Breathe In. Breathe Out.                |
| 2015 | Unloved                              | Tamta                  | Best of Tamta                           |
| 2015 | Pure Grinding                        | Avicii                 | Stories                                 |
| 2015 | For a Better Day                     | Avicii                 | Stories                                 |
| 2016 | Body Moves                           | DNCE                   | DNCE                                    |
| 2016 | Truthfully                           | DNCE                   | DNCE                                    |
| 2017 | Da Ya Think I’m Sexy?                | Rod Stewart feat. DNCE | –                                       |
| 2017 | High and Love                        | Joshua Radin           | The Fall                                |
| 2017 | Cruel World (feat. Skip Marley)      | SeeB                   | –                                       |
| 2017 | First Love (feat. Sabrina Carpenter) | Lost Kings             | –                                       |
| 2017 | High And Low (feat. Joshua Radin)    | Sam Feldt              | Sunrise to Sunset                       |
| 2017 | When I Was Young                     | MØ                     | When I Was Young – EP                   |
| 2018 | Dancer                               | Flo Rida               | –                                       |
| 2018 | More                                 | 5 Seconds of Summer    | Youngblood                              |
| 2018 | High on Life (feat. Bonn)            | Martin Garrix          | The Martin Garrix Experience            |
| 2018 | Blur                                 | MØ                     | Forever Neverland                       |
| 2018 | Beautiful Wreck                      | MØ                     | Forever Neverland                       |
| 2019 | No Sleep (feat. Bonn)                | Martin Garrix          | The Martin Garrix Experience            |
| 2019 | Theme Song (I’m Far Away)            | MØ                     | –                                       |
| 2019 | Replay                               | Tamta                  | Eurovision Song Contest – Tel Aviv 2019 |
| 2019 | SOS                                  | Avicii                 | Tim                                     |
| 2019 | Freak (feat. Bonn)                   | Avicii                 | Tim                                     |
| 2019 | Never Leave Me (feat. Joe Janiak)    | Avicii                 | Tim                                     |
| 2019 | Home (feat. Bonn)                    | Martin Garrix          | –                                       |

## Beiträge als Backgroundsänger
| Jahr | Titel                             | Interpret                                            | Album                    |
| ---- | --------------------------------- | ---------------------------------------------------- | ------------------------ |
| 2011 | Hold On To Me                     | Sonic Station                                        | Sonic Station            |
| 2011 | Never Let The Sunshine Die        | Sonic Station                                        | Sonic Station            |
| 2011 | Love You More                     | Sonic Station                                        | Sonic Station            |
| 2012 | Kiss You                          | One Direction                                        | Take Me Home             |
| 2012 | Last First Kiss                   | One Direction                                        | Take Me Home             |
| 2012 | Back for You                      | One Direction                                        | Take Me Home             |
| 2013 | Nothing to Lose                   | Emblem3                                              | Nothing to Lose          |
| 2013 | Teenage Kings                     | Emblem3                                              | Nothing to Lose          |
| 2013 | Rest of Our Lights                | Jason Derulo                                         | Tattoos                  |
| 2014 | Dar Um Jeito (We Will Find A Way) | Santana & Wyclef Jean feat. Avicii & Alexandre Pires | –                        |
| 2015 | Belong                            | Joshua Radin                                         | Onward & Sideways        |
| 2015 | Angles                            | Joshua Radin                                         | Onward & Sideways        |
| 2015 | Lies                              | Hilary Duff                                          | Breathe In. Breathe Out. |
| 2015 | Stars                             | Demi Lovato                                          | Confident                |
| 2015 | Lost and Found                    | Ellie Goulding                                       | Delirium                 |
| 2015 | Pure Grinding                     | Avicii                                               | Stories                  |
| 2015 | For a Better Day                  | Avicii                                               | Stories                  |
| 2015 | Rest Your Love                    | The Vamps                                            | Wake Up                  |
| 2016 | Better Than Me                    | Olly Murs                                            | 24 Hrs                   |
| 2018 | More                              | 5 Seconds of Summer                                  | Youngblood               |